# Хајдук из Београда
Хајдук из Београда је роман за децу савременог српског дечјег књижевника Градимира Стојковића објављена 2003. године у издању "Народне књиге" из Београда. Роман је од првог издања доживео још неколико издања.

## О писцу
Градимир Стојковић је рођен у банатском селу Мраморак, 3. марта 1947. године. Живео је у Вршцу и Панчеву, а данас живи и ствара у Београду. Студирао на Факултету политичких наука (журналистику) и Педагошко-техничком факултету. Градимир Стојковић је књижевник, био запослен у библиотеци „Лаза Костић” у Библиотеци града Београда. Добитник је многих значајних књижевних награда. Све књиге су доживеле више издања. Песме и приче су му преведене на енглески, француски, немачки, италијански, руски, словачки, бугарски, румунски, мађарски, македонски и словеначки језик.

## О књизи
Књига Хајдук у четири слике је трећи део, и осма написана књига од девет о Глигорију Пецикози Хајдуку. Серијал је скуп прича о одрастању, уклапању и о недоумицама младих, који у себи носи универзалне поруке о пријатељству и заједништву.

## Радња
Роман Хајдук из Београда је прича о одласку Глигорија Пецикозе Хајдука током летњег распуста у место где је рођен и одрастао.После завршетка школске године Глигоријеви родитељи су одлучили да га одведу у своје родно село на распуст. 
Стрепео је да ће му тамо бити досадно и незанимљиво, да неће моћи поново наћи заједнички језик са некадашњом околином, али је убрзо стекао нова познанства. У госте му је стигао и Хималаја и креће низ епизода.Играо се и са баком сваки дан. Ту су још Влада Индијанац, и Ана у коју се заљубио. Крај распуста се приближавао а Глигорије је бивао све тужнији јер је требало да се врати у град. Обећао је родитељима да ће и идуће године распуст провести на селу.

## Главни ликови
- Глигорије Хајдук
- тата Кузман
- мама Вера
- Хималаја
- Гото
- Влада Индијанац
- Ивана
- Крсто
- капетан Видак
- поп Влајко
- баба
- Достана
- Ана

## Награде
| Година | Награда                                 |
| ------ | --------------------------------------- |
| 2003.  | Награда дечјег жирија „Доситејево перо” |